# Mencshely, Veszprém
Mencshely  este un sat în districtul Veszprém, județul Veszprém, Ungaria, având o populație de 250 de locuitori (2011). 

## Demografie
Componența etnică a satului Mencshely
     Maghiari (88,89%)
     Romi (11,11%)
Componența confesională a satului Mencshely
     Romano-catolici (38%)
     Luterani (16,4%)
     Reformați (6,8%)
     Fără religie (4,8%)
     Atei (2,4%)
     Greco-catolici (1,6%)
     Necunoscută (30%)
Conform recensământului din 2011, satul Mencshely avea 250 de locuitori. Din punct de vedere etnic, majoritatea locuitorilor (88,89%) erau maghiari, cu o minoritate de romi (11,11%). Nu există o religie majoritară, locuitorii fiind romano-catolici (38,0%), luterani (16,4%), reformați (6,8%), persoane fără religie (4,8%), atei (2,4%) și greco-catolici (1,6%). Pentru 30,0% din locuitori nu este cunoscută apartenența confesională.